# Royal Rumble (2017)
Royal Rumble 2017 là một sự kiện pay-per-view đấu vật chuyên nghiệp và sự kiện WWE Network được tổ chức bởi WWE dành cho Raw và SmackDown. Nó diễn ra vào ngày 29/1/2017, tại Alamodome ở San Antonio, Texas. Đây là sự kiện Royal Rumble thứ 30. Đây cũng là Royal Rumble thứ 2 được tổ chức tại Alamodome, sau năm 1977 thì đây là lần thứ 4 Royal Rumble được tổ chức ở Texas (1989, 1997, and 2007).